# Synedoida exquisita
Synedoida exquisita là một loài bướm đêm trong họ Erebidae.